# 圓頓寺 (山鹿市)
圓頓寺（えんとんじ）は、熊本県山鹿市大字山鹿にある日蓮宗の寺院。山号は常明山（じょうみょうさん）。旧本山は熊本本妙寺（六条門流）。親師法縁。

## 由緒
寛永元年（1624年）、本光院日授によって肥後国山鹿郡の山鹿城跡地に創建され、本妙寺の直末寺として栄えた。天保6年（1835年）火災によって本堂を焼失したが嘉永2年（1849年）に再建。入母屋破風で虹梁などに浮彫が施され、天井には寺の守護として龍神が描かれた姿を現在も見ることができる。

### 近代
1868年（明治元年）、神仏分離にあたって大宮神社に奉られていた慶応年間作の仁王像を当寺に移した。これは現在も山門の両脇に置かれている。